# Kathryn Morris
Kathryn Morris (født 28. januar 1969 i Cincinnati, Ohio) er en amerikansk skuespillerinde, hun er bedst kendt for sin rolle som Lily Rush i tv-serien Cold Case.

## Filmografi

### Film
- Moneyball – 2011
- Resurrecting the Champ – 2007
- Mindhunters – 2004
- Paycheck – 2003
- Minority Report – 2002

### TV-serier
- Cold Case – 2003–2010